# لطف‌الله حی
لطف‌الله حَی (۱۲۹۶–۱۳۹۷) نماینده کلیمیان در مجلس شورای ملی از ۱۳۴۶ تا ۱۳۵۴ (ادوار ۲۲ و ۲۳) بود و همچنین وی از اعضایه حزب رستاخیز نیز بود.
حی در ۱۲۹۶ در محله عودلاجان تهران متولد شد. او در سال ۱۳۵۷ به آمریکا مهاجرت کرد. او به همراه دوستانش جمعیت ایرانی حزب جمهوری‌خواه آمریکا را تأسیس کرد. او در سال ۱۳۹۷ در لس آنجلس درگذشت. او عضو ارشد گراند لژ فراماسونری جهانی بود.